# Stade Sepp-Herberger
Le stade Sepp-Herberger (en allemand, Sepp-Herberger-Stadion) est un stade d’athlétisme situé à Weinheim en Allemagne.